# Vlaamse Radio- en Televisieomroeporganisatie
A Vlaamse Radio- en Televisieomroeporganisatie, comercialmente designada por VRT, é um dos organismos nacionais de radiodifusão de serviço público da comunidade flamenga da Bélgica. 
A empresa foi fundada na sequência da reforma federalista de 1970, quando a radiodifusão belga foi dividida em três empresas para cada comunidade linguística. Atualmente, a VRT gere três canais de televisão - VRT 1, VRT Canvas e Ketnet - cinco estações de rádio, um serviço de webcasting - VRT Max - e um sítio Web.
A VRT é gerida por uma direção geral e está sujeito a um conselho de administração, composto por doze membros eleitos pelo parlamento flamengo e por organismos independentes. O serviço é financiado por contribuições diretas e por publicidade.
A VRT e a RTBF são membros da União Europeia de Radiodifusão.

## História
A lei de 18 de junho de 1930 criou o Nationaal Instituut voor de Radio-Omroep ou NIR (Instituto Nacional de Radiodifusão, INR em português), ao qual foi atribuída a utilização exclusiva dos três comprimentos de onda atribuídos à Bélgica, incluindo dois para as emissões francesas e flamengas. O INR instala-se na Maison de la Radio em Ixelles, com a sua própria orquestra. A 14 de junho de 1940, face à invasão alemã, o INR cessou as suas actividades após ter desmantelado ou destruído todos os seus emissores para evitar a sua utilização pelo inimigo. Em 14 de setembro de 1945, o INR foi restabelecido como organismo público de radiodifusão por decreto real. O dia 2 de junho de 1953 marca a estreia da televisão na Bélgica, com emissões regulares a partir de 31 de outubro desse mesmo ano.
Na sequência da transformação da RTB em RTBF em 1977, a Comunidade Flamenga da Bélgica, que era responsável pela radiodifusão flamenga desde a introdução do federalismo na Bélgica nos anos 70, transformou a BRT em Belgische Radio- en Televisieomroep Nederlandstalige Uitzendingen (BRTN) em 27 de março de 1991.
Quando a BRTN mudou de estatuto, a 1 de janeiro de 1998, passou a designar-se Vlaamse Radio- en Televisieomroep (VRT), suprimindo o «B» que designava a Bélgica. Esta reorganização transformou o organismo público de radiodifusão num serviço poderoso e dinâmico que domina o mercado. Uma grande parte do seu êxito deve-se ao recurso a produtores externos, como a Woestijnvis, criadora de formatos de sucesso como De Mol.
Em 2020, a VRT associa-se à Telenet e à DPG Media para lançar, a 14 de setembro, a Streamz, uma plataforma flamenga de streaming para competir com os gigantes americanos dos serviços on demand.